# PCMan File Manager
 (novembre 2015).
Si vous disposez d'ouvrages ou d'articles de référence ou si vous connaissez des sites web de qualité traitant du thème abordé ici, merci de compléter l'article en donnant les références utiles à sa vérifiabilité et en les liant à la section « Notes et références ».
PCMan File Manager (PCManFM) est un logiciel de type gestionnaire de fichiers pour GNU/Linux, sous licence libre (GPL). PCManFM est conforme aux spécifications de Freedesktop.org pour l'interopérabilité dans le logiciel libre.
Il est lié à l'environnement de bureau nommé LXDE. Comme lui PCMan File Manager est conçu pour être "léger" c'est-à-dire occuper le moins possible de mémoire vive et de temps processeur.

## Distributions dans lesquelles il est inclus d'origine
- Lubuntu
- Bodhi Linux
- LXLE Linux (en)
- SliTaz
- Trisquel Mini[2]

et la plupart des distributions GNU/Linux qui proposent l'environnement de bureau LXDE.